# Elisa e Marcela
Elisa e Marcela (Elisa y Marcela) è un film del 2019 diretto da Isabel Coixet. Nel cast figurano come protagoniste Natalia de Molina e Greta Fernández.
La pellicola è un dramma sentimentale che racconta la storia di Elisa Sánchez Loriga e Marcela Gracia Ibeas, due donne che si sono sposate nel 1901 nel primo matrimonio gay della storia registrato in Spagna. È stato selezionato per competere per l'Orso d'oro al 69º Festival Internazionale del Cinema di Berlino. Il film è stato proiettato per la prima volta il 14 febbraio 2019 alla biennale.

## Trama
L'opera tratta la tormentata storia d'amore tra due donne spagnole, Elisa Sánchez Loriga e Marcela Gracia Ibeas. La coppia, sotto falsa identità di Elisa (travestitasi da uomo) riesce a sposarsi con rito cattolico nel 1901, dando così vita al primo matrimonio tra persone dello stesso sesso in Spagna.

## Accoglienza

### Critica
Sull'aggregatore di recensioni Rotten tomatoes l'opera ha ottenuto il 36% di recensioni positive da parte dei critici.
Su Metacritic il film ha ottenuto un voto di 33/100 sulla base di 4 critici.

## Riconoscimenti
- 2019 - OUTshine Film Festival
  - Vinto - Audience Award nella categoria Miglior lungometraggio
- 2019 - Festival di Berlino
  - In competizione per l'Orso d'oro